# 쓰쿠리미치촌
쓰쿠리미치촌(作道村)은 도야마현 이미즈군에 있던 촌이다. 

## 역사
- 1889년 4월 1일 - 정촌제 시행에 의해 이미즈군 쓰쿠리미치촌이 성립하였다.
- 1953년 4월 1일 - 이미즈시에 편입되었다.

미나토시로의 합병에 대해서는 중간에 다카오카시 마키노지구가 있는 것과 오스기정의 합병 요구도 있었고, 최남단 이마이부락은 오스기쵸와의 합병을 희망하는 등 복잡한 문제가 있었지만, 어느 쪽이든 합병을 하더라도 분촌을 하지 않는다는 방침으로 검토한 결과, 1953년 3월 3일의 촌의회 에서 만장일치로 신미나토시로의 편입이 의결되었다.

## 참고문헌
- 『市町村名変遷辞典』東京堂出版、1990年